# دار المعلمين الابتدائية
دار المعلمين الابتدائية أو المدرسة العادية (بالإنجليزية: Normal school) هي مؤسسة أنشئت لتدريب المعلمين من خلال تثقيفهم في قواعد أصول التدريس والمناهج الدراسية. سميت العديد من هذه المدارس منذ ذلك الحين بكليات تدريب المعلمين أو كليات المعلمين، ولكن في المكسيك، لا تزال تسمى المدارس العادية، حيث يُعرف الطلاب المعلمون باسم "المعلمين العاديين". تتطلب العديد من المدارس الحصول على شهادة الثانوية العامة للالتحاق بها، وقد تكون جزءًا من جامعة شاملة. قامت المدارس العادية في الولايات المتحدة وكندا والأرجنتين بتدريب المعلمين للمدارس الابتدائية، بينما في أوروبا، قامت الكليات المعادلة عادة بتعليم المعلمين للمدارس الابتدائية ثم قامت فيما بعد بتوسيع مناهجها لتشمل المدارس الثانوية أيضًا.